# Вилхелм I фон Раполтщайн
Вилхелм I фон Раполтщайн (на немски: Wilhelm I von Rappoltstein, Herr von Ribeaupierre/ Wilhelm I, Graf von Rappoltstein-Hohenack-Geroldseck; * 1427; † 20 юни 1507) е господар на Раполтщайн и Рибопиер в Елзас и Хоенгеролдсек в Ортенау.
Той е син на Змасман (Максимин) фон Раполтщайн († 25 февруари 1451/5 март 1451) и четвъртата му съпруга Елза Ветцел († 1451), дъщеря на Ханеман Ветцел и Анна Кьорнер. Внук е на Бруно I фон Раполтщайн († 14 май 1398) и Анна (Агнес) дьо Грандсон († ок. 30 ноември 1392/9 май 1393). Правнук е на Йохан III фон Раполтщайн († пр. 25 май 1362) и Елизабет фон Геролдсек-Лар († 17 февруари 1341).

## Фамилия
Вилхелм I фон Раполтщайн се жени на 19 януари 1463 г. за Жана де Ньофшател (* ок. 1449; † 22 април 1475, от чума), дъщеря на Жан II де Ньофшател († 1489) и Маргарида де Кастро, даме де Сент Обин († 1479). Те имат децата:
- Хелена фон Раполтщай-Хоенак-Геролдсек (* 19 октомври 1466; † сл. 1521), омъжена на 12 август 1478 г. за граф и ландграф Хайнрих III фон Лупфен-Щюлинген (* 12 март 1462; † 14 април 1521)
- Вилхелм II фон Раполтщайн (1468 – 1547), женен на 20 февруари 1490 г. за Матилда/Маргарета фон Цвайбрюкен-Бич-Лихтенберг († 17 май 1505), дъщеря на граф Симон VII Векер фон Цвайбрюкен-Бич (1446 – 1499) и на наследничката Елизабет фон Лихтенберг-Лихтенау (1444 – 1495).[4]